# Região Geográfica Intermediária do Recife
A Região Geográfica Intermediária do Recife é uma das quatro regiões intermediárias do estado brasileiro de Pernambuco e uma das 134 regiões intermediárias do Brasil, criadas pelo Instituto Brasileiro de Geografia e Estatística (IBGE) em 2017. É composta por 71 municípios, distribuídos em nove regiões geográficas imediatas.
Sua população total estimada pelo Instituto Brasileiro de Geografia e Estatística (IBGE) para 1º de julho de 2018 é de 5 713 883 habitantes, distribuídos em uma área total de 13 296,481 km².
Recife é o município mais populoso da região intermediária, além de ser capital do estado, com 1 637 834 habitantes, de acordo com estimativas de 2018 do Instituto Brasileiro de Geografia e Estatística (IBGE).

## Regiões geográficas imediatas
| Região geográfica imediata                           | Municípios | População Estimativa 2018 | Área (km²) |
| ---------------------------------------------------- | --- | ------------------------- | ---------- |
| Região Geográfica Imediata do Recife                 | Abreu e Lima Araçoiaba Cabo de Santo Agostinho Camaragibe Fernando de Noronha Igarassu Ilha de Itamaracá Ipojuca Itapissuma Jaboatão dos Guararapes Moreno Olinda Paudalho Paulista Recife São Lourenço da Mata | 4 034 506                 | 3 062,245  |
| Região Geográfica Imediata de Goiana-Timbaúba        | Aliança Camutanga Condado Ferreiros Goiana Itambé Itaquitinga Macaparana São Vicente Férrer Timbaúba Vicência                                                                                                   | 346 996                   | 2 144,339  |
| Região Geográfica Imediata de Palmares               | Água Preta Belém de Maria Catende Gameleira Jaqueira Joaquim Nabuco Maraial Palmares São Benedito do Sul Xexéu                                                                                                  | 254 270                   | 2 091,242  |
| Região Geográfica Imediata de Limoeiro               | Bom Jardim Feira Nova João Alfredo Limoeiro Machados Orobó Passira Salgadinho | 230 434                   | 1 352,440  |
| Região Geográfica Imediata de Vitória de Santo Antão | Chã de Alegria Glória do Goitá Pombos Vitória de Santo Antão | 208 880                   | 856,197    |
| Região Geográfica Imediata de Carpina                | Buenos Aires Carpina Lagoa de Itaenga Lagoa do Carro Nazaré da Mata Tracunhaém | 181 364                   | 633,868    |
| Região Geográfica Imediata de Escada-Ribeirão        | Amaraji Cortês Escada Primavera Ribeirão | 165 872                   | 1 081,318  |
| Região Geográfica Imediata de Surubim                | Casinhas Frei Miguelinho Santa Maria do Cambucá Surubim Vertente do Lério Vertentes | 136 057                   | 943,534    |
| Região Geográfica Imediata de Barreiros-Sirinhaém    | Barreiros Rio Formoso São José da Coroa Grande Sirinhaém Tamandaré | 155 504                   | 1 131,298  |
| Total                                                | 71 | 5 713 883                 | 13 296,481 |